# Lijst van voetbalinterlands Bangladesh - Indonesië
Deze lijst van voetbalinterlands is een overzicht van alle officiële voetbalinterlands tussen de nationale teams van Bangladesh en Indonesië. De landen hebben tot op heden zeven keer tegen elkaar gespeeld. De eerste ontmoeting was een wedstrijd tijdens een vriendschappelijk toernooi in Kuala Lumpur (Maleisië) op 6 augustus 1975. Het laatste duel, eveneens een vriendschappelijke wedstrijd, was op 1 juni 2022 in Soreang.

## Wedstrijden
| № | Plaats       | Datum            | Competitie                 | Wedstrijd              | Uitslag |
| - | ------------ | ---------------- | -------------------------- | ---------------------- | ------- |
| 1 | Kuala Lumpur | 6 augustus 1975  | Vriendschappelijk          | Indonesië − Bangladesh | 4 − 0   |
| 2 | Jakarta      | 9 augustus 1984  | Azië Cup 1984 kwalificatie | Bangladesh − Indonesië | 1 − 2   |
| 3 | Jakarta      | 18 maart 1985    | WK 1986 kwalificatie       | Indonesië − Bangladesh | 2 − 0   |
| 4 | Dhaka        | 2 april 1985     | WK 1986 kwalificatie       | Bangladesh − Indonesië | 2 − 1   |
| 5 | Pesjawar     | 28 april 1985    | Vriendschappelijk          | Bangladesh − Indonesië | 1 − 1   |
| 6 | Yangon       | 13 november 2008 | Vriendschappelijk          | Bangladesh − Indonesië | 0 − 2   |
| 7 | Soreang      | 1 juni 2022      | Vriendschappelijk          | Indonesië − Bangladesh | 0 − 0   |

## Samenvatting
| Competitie            | Totaal gespeeld | Winst Bangladesh | Gelijk | Winst Indonesië | Doelsaldo Bangladesh – Indonesië |
| --------------------- | --------------- | ---------------- | ------ | --------------- | -------------------------------- |
| WK-kwalificatie       | 2               | 1                | 0      | 1               | 2 − 3                            |
| Azië Cup-kwalificatie | 1               | 0                | 0      | 1               | 1 − 2                            |
| Vriendschappelijk     | 4               | 0                | 2      | 2               | 1 − 7                            |
| Totaal                | 7               | 1                | 2      | 4               | 4 − 12                           |

Wedstrijden bepaald door strafschoppen worden, in lijn met de FIFA, als een gelijkspel gerekend.